# Edward Skrętowicz
Edward Skrętowicz (ur. 21 grudnia 1937 Kuropatnikach, zm. 11 lutego 2019 w Lublinie) – polski prawnik, profesor nauk prawnych, profesor zwyczajny Uniwersytetu Marii Curie-Skłodowskiej w Lublinie i Katolickiego Uniwersytetu Lubelskiego Jana Pawła II, specjalista w zakresie prawa karnego.

## Życiorys
Urodził się w Kuropatnikach na Podolu (obecnie Ukraina). W 1945 został repatriowany na Śląsk Opolski. Maturę uzyskał w 1955 w Nysie. W latach 1955–1960 odbył studia na Wydziale Prawa Uniwersytetu Wrocławskiego. Tytuł magistra prawa otrzymał na podstawie pracy napisanej pod kierunkiem Kazimierza Orzechowskiego pt. Instrukcja poselska i jej wpływ na przebieg obrad sejmowych. Zdał egzamin sędziowski.
1 lipca 1963 podjął pracę w Katedrze Postępowania Karnego Wydziału Prawa Uniwersytetu Marii Curie-Skłodowskiej w Lublinie. W 1970 na podstawie napisanej pod kierunkiem Tadeusza Tarasa rozprawy pt. Wyłączenie organów procesowych w postępowaniu karnym otrzymał stopień naukowy doktora nauk prawnych (recenzenci: Stefan Kalinowski, Henryk Rajzman). Na podstawie dorobku naukowego oraz rozprawy pt. Wyrokowanie sądu I instancji w sprawach karnych (Lublin 1984, 323 ss.) w 1983 uzyskał stopień doktora habilitowanego nauk prawnych w zakresie prawa (recenzenci: Jan Skupiński, Stanisław Waltoś, Tadeusz Taras). W 1995 prezydent RP nadał mu tytuł naukowy profesora nauk prawnych.
W latach 1987–1990 był prodziekanem Wydziału Prawa i Administracji UMCS. Pełnił funkcję dyrektora Instytutu Prawa Karnego UMCS. Był członkiem powołanej w 2001 przez Prezydenta RP Komisji Kodyfikacyjnej do spraw zmian w kodeksie postępowania karnego.
W latach 2008–2013 był kierownikiem Katedry Prawa Karnego Materialnego i Procesowego Wydziału Zamiejscowego Prawa i Nauk o Gospodarce KUL w Stalowej Woli.
Pod jego kierunkiem stopień naukowy doktora uzyskała Katarzyna Dudka.

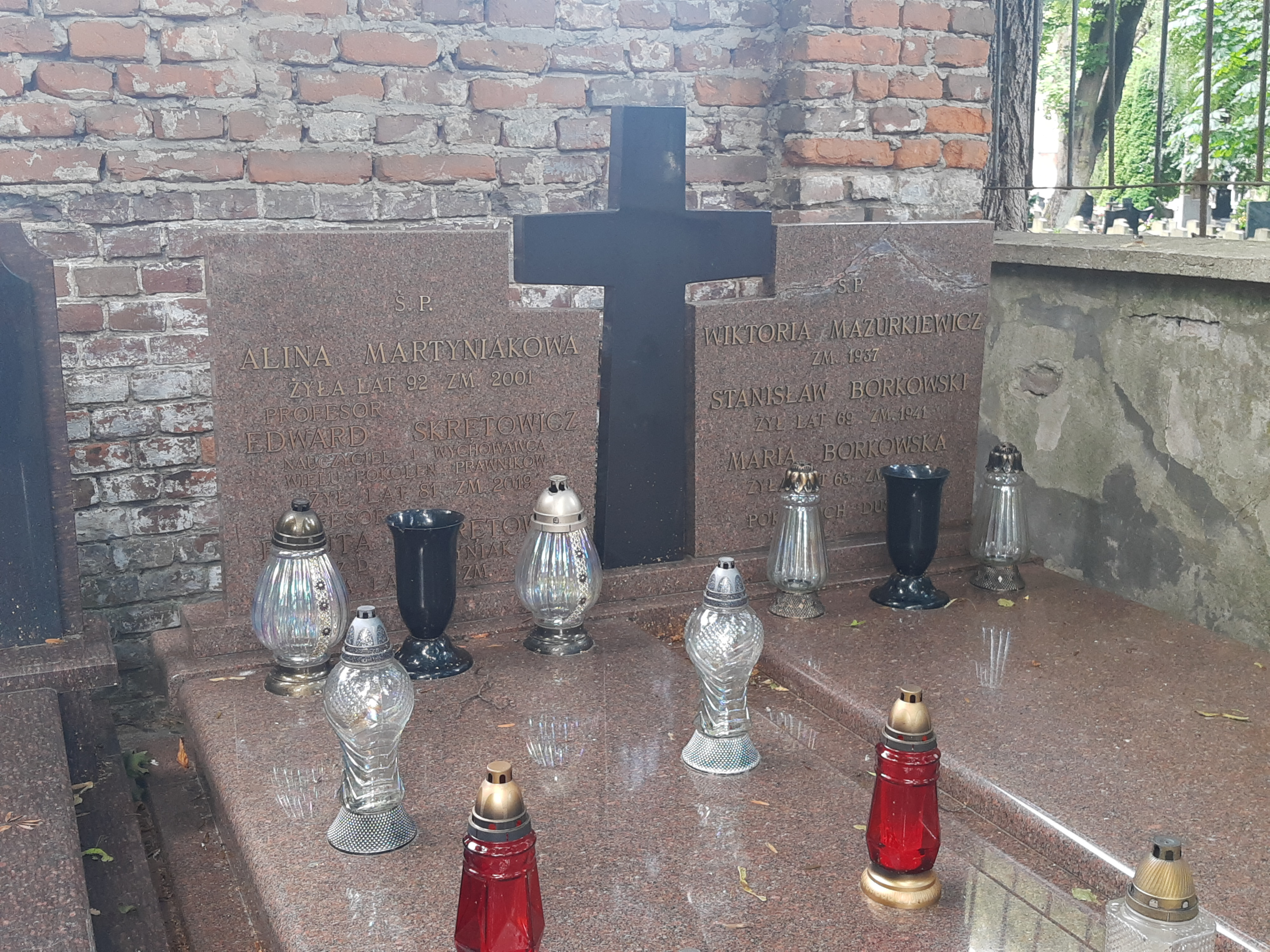
Grób prof. Edwarda Skrętowicza na cmentarzu przy ulicy Lipowej

Zmarł 11 lutego 2019 w Lublinie.